# Кольцовское сельское поселение (Крым)
Кольцовское се́льское поселе́ние (укр. Кольцовське сільське поселення, крымскотат. Кольцово кой юрту, Тегеш кой юрту) — муниципальное образование в составе Сакского района Республики Крым России.

## География
Поселение расположено на северо-западе района, в степном Крым. Граничит на юге и западе с Суворовским, на северо-западе с Добрушинским, на севере и востоке с Столбовским и на юго-востоке с Вересаевским сельскими поселениями.
Площадь поселения 76,7 км².
Основная транспортная магистраль: автодорога 35Н-484 от шоссе Раздольное — Евпатория (по украинской классификации — автодорога С-0-11237).

## Население
| 2001  | 2014  | 2015  | 2016  | 2017  | 2018  | 2019  |
| ----- | ----- | ----- | ----- | ----- | ----- | ----- |
| 1647  | ↘1326 | ↗1329 | ↘1311 | ↗1313 | ↘1298 | ↗1311 |
| 2020  | 2021  |       |       |       |       |       |
| ↘1305 | ↘1145 |       |       |       |       |       |

## Состав сельского поселения
В состав поселения входят 3 населённых пункта:
| № | Населённый пункт | Тип населённого пункта | Население на 2014 год |
| - | ---------------- | ---------------------- | --------------------- |
| 1 | Кольцово         | село, центр            | ↘797                  |
| 2 | Нива             | село                   | ↘368                  |
| 3 | Огневое          | село                   | ↘161                  |

## История
В составе Евпаторийского района в 1950-х годах был образован Кольцовский сельский совет, поскольку на 15 июня 1960 года он уже существовал. На эту дату в состав совета входили населённые пункты:

| - Дружба - Желтокаменка - Кольцово - Красновка | - Лушино - Нива - Огневое | - Победное - Столбовое - Туннельное |

1 января 1965 года, указом Президиума ВС УССР «О внесении изменений в административное районирование УССР — по Крымской области», Евпаторийский район был упразднён и сельсовет включили в состав Сакского (по другим данным — 11 февраля 1963 года). Со временем Дружба и Красновка были упразднены, Желтокаменка, Победное и Туннельное к 1968 году передали в Суворовский сельсовет. В 1978 году выделен Столбовской сельский совет и совет обрёл нынешний состав.
С 12 февраля 1991 года сельсовет в восстановленной Крымской АССР, 26 февраля 1992 года переименованной в Автономную Республику Крым. С 21 марта 2014 года в составе Крыма аннексировано Россией. Законом «Об установлении границ муниципальных образований и статусе муниципальных образований в Республике Крым» от 4 июня 2014 года территория административной единицы была объявлена муниципальным образованием со статусом сельского поселения.